# Newry (Nordirland)
Newry (irisch: An tIúr, dt.: „die Eibe“) ist eine Stadt in Nordirland, etwa 8 km nördlich der Grenze zur Republik Irland. Sie ist nunmehr einer der beiden Verwaltungssitze des Distrikts Newry, Mourne and Down.
Newry ist auch Sitz des römisch-katholischen Bistums Dromore, das auf das Jahr 514 zurückgeht. Dessen Kathedrale ist die Cathedral of Saint Patrick and Saint Colman, die in mehreren Bauabschnitten zwischen 1829 und 1925 erbaut wurde.

## Geschichte
Sie wurde 1144 in der Nähe des Zisterzienserklosters Newry Abbey gegründet und ist damit eine der ältesten nordirischen Städte. Die namensgebende Eibe, die angeblich noch vom heiligen Patrick gepflanzt worden war, sowie die Bibliothek des Klosters verbrannten 1162. Westlich befinden sich die Eshwary Megalithen.
Am 29. Juli 2010 wurde in Newry ein kleines Stück Geschichte geschrieben, als die Regierungschefs der Republik Irland und von Nordirland mit dem „Newry Bypass“ das letzte noch fehlende Stück der Autobahn-Verbindung M 1 zwischen Dublin und Belfast für den Verkehr freigaben.

## Name
Der englische Name Newry geht auf eine Anglisierung des irischen Begriffs An Iúraigh, einer verzerrten Form von An Iúrach für „der Eibenhain“ zurück. Der moderne irische Name von Newry ist An tIúr [ən̠ʲ tʲuːɾˠ] für „die Eibe“. Dabei handelt es sich um eine Kurzform von Iúr Cinn Trá, was übersetzt werden kann als „die Eibe am Ende des Ufers“. Der Name spielt auf eine Legende an, nach welcher der heilige Patrick von Irland am Rande des Clanrye Rivers im fünften Jahrhundert eine Eibe gepflanzt haben soll.

## Persönlichkeiten
- William Hare (* 1792 oder 1804), Serienmörder
- John Williamson (1815–1875), Drucker, Zeitungsverleger und Politiker
- John O’Hagan (1822–1890), hoher Jurist und Schriftsteller
- Patrick Jennings (1831–1897), australischer Politiker
- Charles Russell, Baron Russell of Killowen (1832–1900), britischer Staatsmann, Lord Chief Justice of England and Wales
- George Anthony Walkem (1834–1908), kanadischer Politiker, Rechtsanwalt und Richter, Premierminister von British Columbia
- Leif Newry Fitzroy Crozier (1846–1901), kanadischer Offizier der North-West Mounted Police
- H. Newell Martin (1848–1896), britischer Physiologe
- Willie Maley (1868–1958), schottischer Fußballtrainer bei Celtic Glasgow
- Joseph Barcroft (1872–1947), britischer Physiologe
- Peter McParland (1934–2025), nordirischer Fußballspieler
- John Magee (* 1936), emeritierter Bischof von Cloyne
- Pat Jennings (* 1945), nordirischer Fußballspieler
- Gerard Murphy (1948–2013), nordirischer Schauspieler
- Rose Marie (1956–2024), nordirische Sängerin
- Colin Clarke (* 1962), nordirischer Fußballspieler und Trainer
- Richard Cripwell (* 1962), britischer Armee-Offizier und Politiker, Lieutenant-Governor von Guernsey
- Ronan Rafferty (* 1964), nordirischer Profigolfer
- Terence Bannon (* 1967), nordirischer Bergsteiger und Abenteurer
- Tomm Moore (* 1977), Filmregisseur und Animator
- Colin Turkington (* 1982), britischer Rennfahrer
- Valene Kane (* 1987), nordirische Schauspielerin
- Ryan McGivern (* 1990), nordirischer Fußballspieler
- Kate O’Connor (* 2000), irische Leichtathletin